# Carabietta
Carabietta est une ancienne commune suisse du canton du Tessin, située dans le district de Lugano.
Elle a été intégrée le 1er avril 2012 dans la commune de Collina d'Oro.

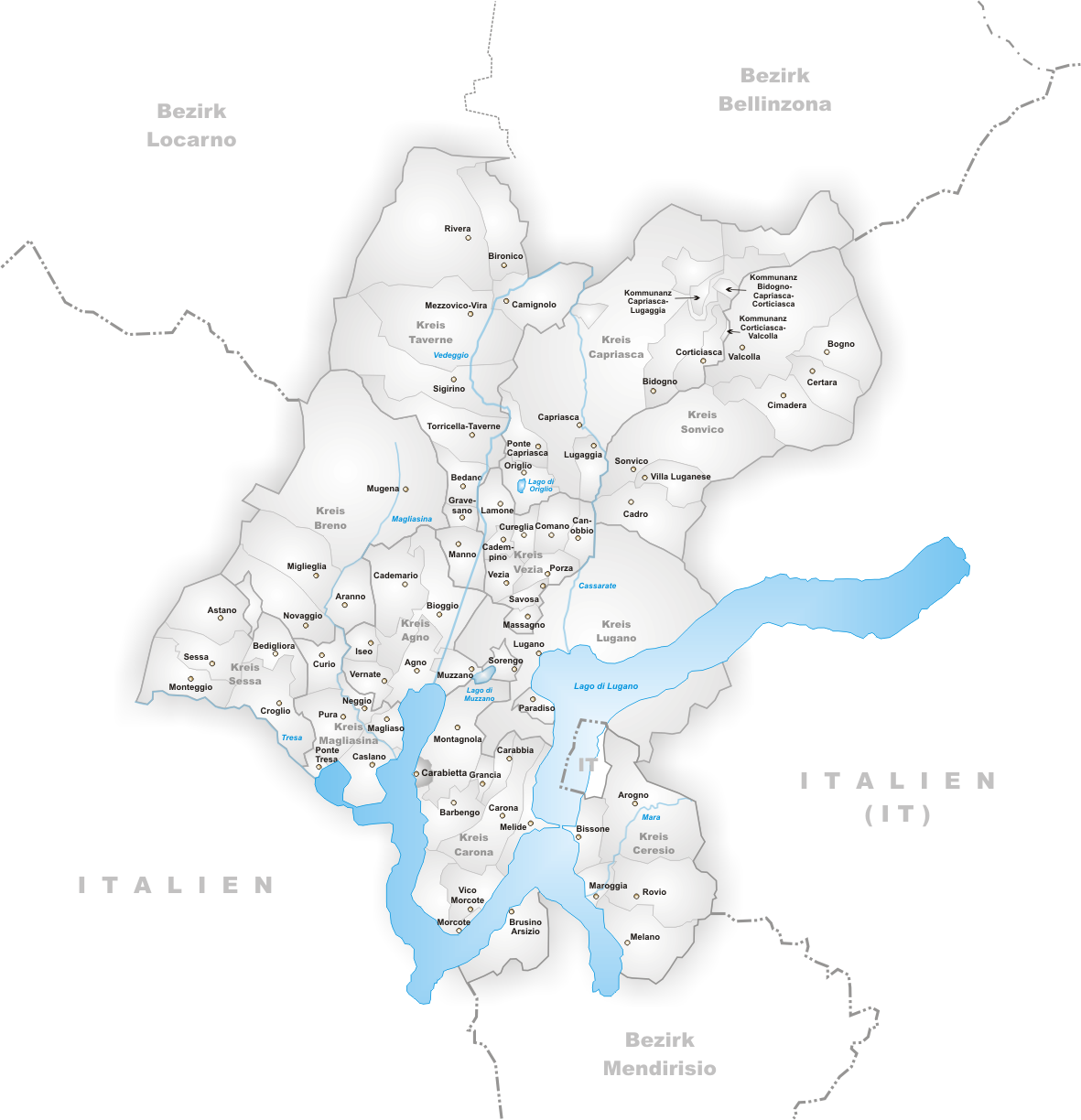
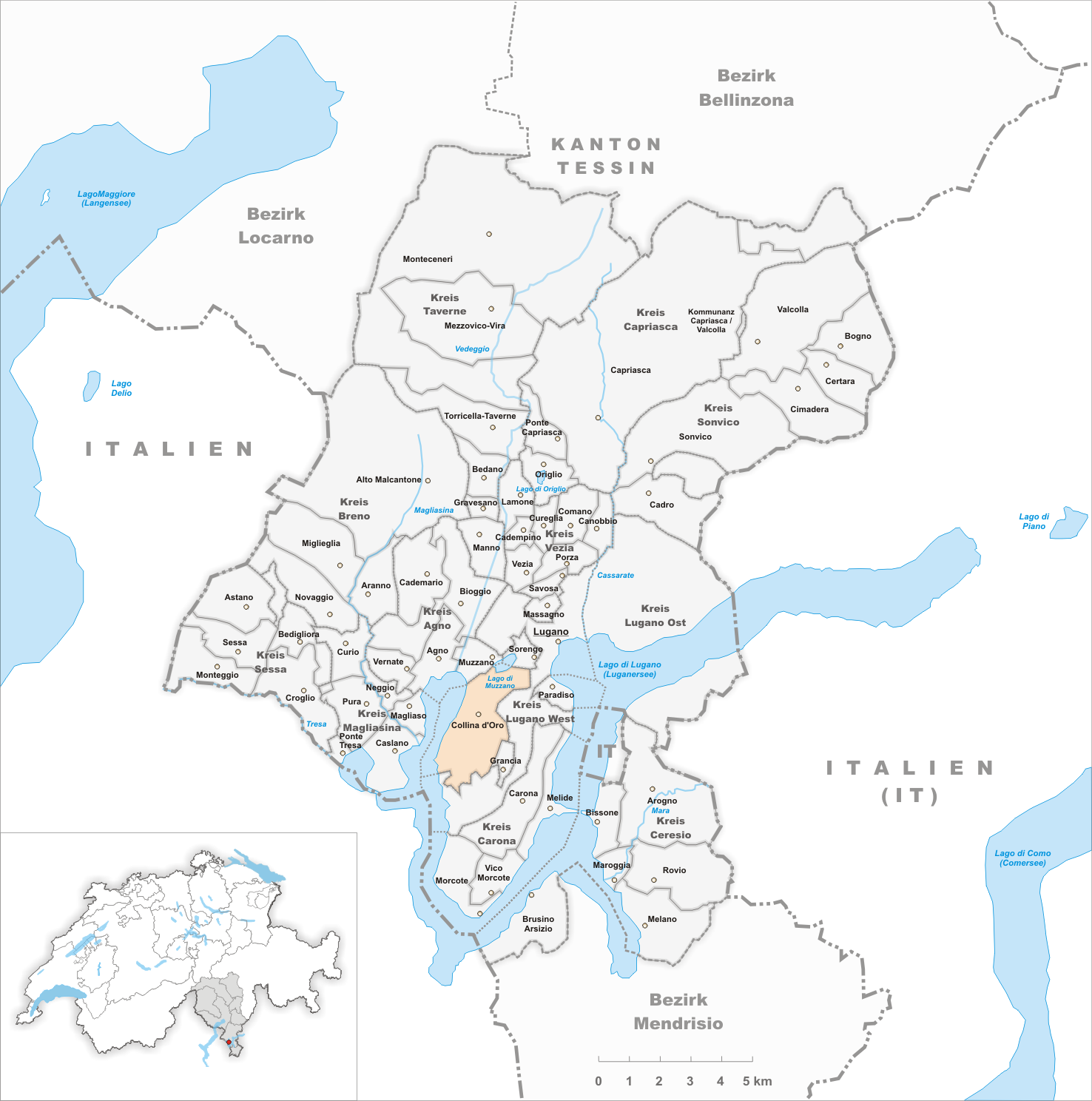